# 콘코보역
콘코보역(러시아어: Коньково)은 모스크바 지하철 칼루시스코 리시스카야 선의 역이다. 1987년 11월 6일에 개장하였다.

## 구조
콘코보 역은 단일 철근 콘크리트 구조물로 구성된 8m 깊이의 지하 역사이다.

## 같이 보기
- (러시아어) 콘코보 역 설명
- (러시아어) metro.ru
- (러시아어) news.metro.ru
- (러시아어) metrowalks.com/ru